# بونسا (آن)
بونسا (بالفرنسية: Poncin)‏ هي بلدية فرنسية تقع في إقليم الآن في فرنسا. رمز إنسي لها هو:1303. أما الرمز البريدي لها فهو: 1450.